# Mala Plana (Smederevska Palanka)
Pour les articles homonymes, voir Mala Plana.
Mala Plana (en serbe cyrillique : Мала Плана) est un village de Serbie situé dans la municipalité de Smederevska Palanka, district de Podunavlje. Au recensement de 2011, il comptait 803 habitants.

## Géographie
Mala Plana est située à 4 km à l'est de Smederevska Palanka. Village typique de la Šumadija, il est relié par des routes de campagne à Smederevska Palanku, Veliko Orašje et Velika Plana.

## Histoire
La première mention de Mala Plana date de 1818, peu après le second soulèvement serbe contre les Ottomans ; à cette époque, il comptait 16 foyers. Trois ans plus tard, il en comptait 21. Un recensement effectué en 1824 dans les villages de la région de la  Jasenica précise que Mala Plana et Kruševo (ensemble) comptaient 631 moutons et 330 chèvres.

## Démographie

### Évolution historique de la population
| 1948  | 1953  | 1961  | 1971  | 1981  | 1991  | 2002 | 2011 |
| ----- | ----- | ----- | ----- | ----- | ----- | ---- | ---- |
| 1 273 | 1 315 | 1 218 | 1 095 | 1 098 | 1 047 | 887  | 803  |

|  |